# BAC TSR-2
British Aircraft Corporation  TSR-2 je bil britanski dvomotorni taktični bombnik iz časa Hladne vojne. Razvilo ga je britansko podjetje British Aircraft Corporation (BAC) v poznih 1950ih in zgodnjih 1960ih. Namenjen je bil penetraciji visokozaščitenih ciljev na nizki višini in pri visoki hitrosti. Lahko je bil oborožen s konvencionalnim ali jedrskim orožjem. Lahko pa se je uporabljal tudi kot izvidniško letalo na visokih višinah. Zgradili so 23 letal, vendar je samo eno letalo dejansko letelo. 
Zaradi visoke cene in političnih razlogov so program leta 1965 preklicali. Kasneje so namesto njega nameravali naročiti General Dynamics F-111 Aardvark, F-4 Phantom II ali pa Black Buccaneerja. Na koncu so izbrali lovskega bombnika Panavia Tornado. 

## Specifikacije
Podatki iz TSR2: Britain's Lost Bomber
Splošne karakteristike
- Posadka: 2
- Dolžina: 89 ft (27,13 m)
- Razpon kril: 37,14 ft (11,32 m)
- Višina: 23,77 ft (7,25 m)
- Površina kril: 702,9 ft² (65,3 m²)
- Teža praznega letala: 54750 lb (24834 kg)
- Naložena teža: 79573 lb (36169 kg)
- Maks. vzletna teža: 103500 lb (46980 kg)
- Pogon letala: 2 × Bristol Siddeley Olympus B.Ol.22R (Mk. 320) turboraktivni motor z dodatnim zgorevanjem
  - Potisk motorjev (suh): 22000 lb (97,87 kN)  vsak
  - Potisk motorjev z dodatnim zgorevanjem: 30610 lb (136,7 kN) vsak

 Zmogljivost 
- Maks. hitrost: Mach 2.35 na višini 40000 ft/12000 m (Mach 1.1+ na nivoju morja)
- Doseg: 2500 nmi (2877 mi, 4630 km)
- Bojni radij: 750 nmi (860 mi, 1390 km) ; način visoko-nizko-nizko-visoko (hi-lo-lo-hi)
- Največji doseg: 2500 nmi (2877 milj, 4630 km)
- Višina leta: 40000 ft (12000 m)
- Hitrost vzpenjanja: 15000 ft/min (4575 m/min)
- Razmerje potisk/teža: 0,59

Oborožitev

Skupni bojni tovor: 10000 lb (4500 kg), od tega 6000 lb (2700 kg) v notranjem prostoru in  4000 lb (1800 kg) na zunanjih nosilcih.
- Možna oborožitev tudi z jedrskim orožjem

Letalska elektronika

- Autonetics Verdan avtopilot
- Ferranti radar za sledenjem terenu
- EMI bočni radar
- Marconi avionika
- Cossor IFF - identifikacija prijatelj/sovražnik
- Plessey radio